# Anyphops lycosiformis
Espèce
Synonymes
- Selenops lycosiformis Lawrence, 1937

Anyphops lycosiformis est une espèce d'araignées aranéomorphes de la famille des Selenopidae.

## Distribution
Cette espèce est endémique du KwaZulu-Natal en Afrique du Sud,.

## Publication originale
- Lawrence, 1937 : A collection of Arachnida from Zululand. Annals of the Natal Museum, vol. 8, p. 211-273.